# 유희열의 스케치북
《유희열의 스케치북》은 2009년 4월 24일부터 2022년 7월 22일까지 방영된 한국방송공사의 음악 프로그램이다.

## 방송 시간
| 방송 채널 | 방송 기간                           | 방송 시간                       |
| --------- | ----------------------------------- | ------------------------------- |
| KBS 2TV   | 2009년 4월 24일 ~ 2016년 10월 7일   | 금요일 밤 12시 15분 ~ 1시 45분  |
| KBS 2TV   | 2016년 10월 22일 ~ 2018년 6월 9일   | 토요일 밤 12시 ~ 1시 25분       |
| KBS 2TV   | 2018년 7월 21일 ~ 2018년 9월 1일    | 토요일 밤 10시 45분 ~ 12시 10분 |
| KBS 2TV   | 2018년 9월 7일 ~ 2018년 10월 26일   | 금요일 밤 12시 30분 ~ 2시       |
| KBS 2TV   | 2018년 11월 2일 ~ 2018년 11월 9일   | 금요일 밤 12시 50분 ~ 2시 20분  |
| KBS 2TV   | 2018년 11월 16일 ~ 2019년 1월 18일  | 금요일 밤 12시 25분 ~ 1시 55분  |
| KBS 2TV   | 2019년 9월 27일 ~ 2020년 1월 31일   | 금요일 밤 12시 25분 ~ 1시 55분  |
| KBS 2TV   | 2019년 1월 25일                     | 금요일 밤 11시 15분 ~ 12시 45분 |
| KBS 2TV   | 2019년 2월 8일                      | 금요일 밤 12시 20분 ~ 1시 50분  |
| KBS 2TV   | 2019년 2월 15일 ~ 2019년 4월 19일   | 금요일 밤 11시 20분 ~ 12시 40분 |
| KBS 2TV   | 2019년 4월 26일                     | 금요일 밤 11시 20분 ~ 12시 50분 |
| KBS 2TV   | 2021년 4월 2일 ~ 2021년 4월 30일    | 금요일 밤 11시 20분 ~ 12시 50분 |
| KBS 2TV   | 2022년 1월 7일 ~ 2022년 4월 15일    | 금요일 밤 11시 20분 ~ 12시 50분 |
| KBS 2TV   | 2019년 5월 3일                      | 금요일 밤 11시 10분 ~ 12시 30분 |
| KBS 2TV   | 2019년 5월 10일                     | 금요일 밤 11시 5분 ~ 12시 25분  |
| KBS 2TV   | 2019년 5월 17일 ~ 2019년 9월 20일   | 금요일 밤 11시 ~ 12시 20분      |
| KBS 2TV   | 2020년 2월 14일 ~ 2020년 4월 3일    | 금요일 밤 11시 25분 ~ 12시 45분 |
| KBS 2TV   | 2020년 4월 10일 ~ 2020년 6월 26일   | 금요일 밤 11시 30분 ~ 12시 50분 |
| KBS 2TV   | 2020년 7월 3일 ~ 2021년 3월 26일    | 금요일 밤 12시 40분 ~ 2시       |
| KBS 2TV   | 2021년 5월 7일 ~ 2021년 7월 23일    | 금요일 밤 12시 30분 ~ 2시       |
| KBS 2TV   | 2021년 7월 30일 ~ 2021년 10월 15일  | 금요일 밤 11시 25분 ~ 12시 55분 |
| KBS 2TV   | 2021년 10월 22일 ~ 2021년 11월 12일 | 금요일 밤 12시 55분 ~ 2시 25분  |
| KBS 2TV   | 2021년 11월 19일 ~ 2021년 12월 24일 | 금요일 밤 12시 35분 ~ 2시 5분   |
| KBS 2TV   | 2022년 4월 22일 ~ 2022년 7월 22일   | 금요일 밤 11시 30분 ~ 1시       |

## 편성 변경

### 2009년
- 5월 29일: 노무현 전 대통령 서거로 인해 결방되었다.
- 8월 21일: 김대중 전 대통령 서거로 인해 결방되었다.
- 10월 2일: 추석 특집 편성으로 결방되었다.

### 2010년
- 4월 2일 ~ 4월 23일 : "천안함 피격 사건"으로 인해 편성이 중단되었다.
- 9월 3일: 방송의 날 특집 편성으로 결방되었다.
- 11월 12일(74회): 광저우 아시안 게임 개회식 편성으로 밤 11시 50분부터 1시 20분까지 방송했다.
- 11월 26일: "연평도 포격전"으로 인해 긴급 결방되었다.
- 12월 31일: 《2010 KBS 연기대상》 편성으로 결방되었다.

### 2011년
- 2월 4일: 설 특집 편성으로 결방되었다.
- 6월 10일: 2011 드림콘서트 편성으로 인해 결방되었다.
- 9월 2일: 특집 프로그램 방송으로 인해 결방되었다.
- 11월 4일: 2011 아시아송 페스티벌 편성으로 결방되었다.
- 12월 30일: 연말 특집 편성으로 인해 결방되었다.

### 2012년
- 2월 3일: 특집 프로그램 방송으로 인해 결방되었다.
- 6월 8일: UEFA 유로 2012 개막전 중계방송으로 인해 결방되었다.
- 8월 3일 ~ 8월 10일: 《런던 올림픽 》중계방송으로 인해 편성이 중단되었다.
- 8월 24일: 2012 아시아송 페스티벌 편성으로 인해 결방되었다.
- 9월 28일: 추석특집 《다큐멘터리 3일 스페셜》 편성으로 인해 결방되었다.
- 12월 28일: 《2012 KBS 가요대축제》 편성으로 인해 결방되었다.

### 2013년
- 2월 8일: 설 특집 편성으로 인해 방송일이 연기되었다.
- 3월 1일: 특집 프로그램 방송으로 인해 방송일이 연기되었다.
- 5월 17일: 특집 프로그램 방송으로 인해 방송일이 연기되었다.
- 5월 31일: 2013 드림콘서트 편성으로 인해 방송일이 연기되었다.
- 8월 2일: 특집 프로그램 방송으로 인해 방송일이 연기되었다.
- 9월 20일: 추석 특집 편성으로 인해 방송일이 연기되었다.
- 10월 25일: 2013 아시아송 페스티벌 편성으로 인해 방송일이 연기되었다.

### 2014년
- 1월 31일: 설 특집 편성으로 인해 방송일이 연기되었다.
- 2월 14일 ~ 2월 21일: 《소치 동계 올림픽》 중계방송으로 인해 편성이 중단되었다.
- 4월 18일 ~ 5월 16일: "세월호 침몰 사고"여파로 인해 편성이 중단되었다.
- 6월 13일 ~ 6월 20일: 《브라질 월드컵》 중계방송으로 인해 편성이 중단되었다.
- 7월 4일: 《브라질 월드컵》중계방송으로 인해 방송일이 연기되었다.
- 9월 26일: 특집 프로그램 방송으로 인해 방송일이 연기되었다.
- 11월 7일: 2014 아시아송 페스티벌 편성으로 인해 방송일이 연기되었다.
- 12월 26일: 《2014 KBS 가요대축제》 편성으로 인해 결방되었다.

### 2015년
- 4월 10일: 특집 프로그램 방송으로 인해 방송일이 연기되었다.
- 8월 21일: 특집 프로그램 방송으로 인해 방송일이 연기되었다.
- 9월 25일: 추석 특집 편성으로 인해 방송일이 연기되었다.
- 10월 23일: 2015 아시아송 페스티벌 편성으로 인해 방송일이 연기되었다.
- 12월 4일 ~ 12월 11일 : 재정비로 인해 편성이 중단되었으며, 특선 영화로 대체되었다.

### 2016년
- 2월 5일: 설 특집 편성으로 인해 방송일이 연기되었다.
- 8월 12일 ~ 8월 19일: 《리우 올림픽》중계방송으로 인해 편성이 중단되었다.
- 9월 16일: 추석 특집 편성으로 인해 방송일이 연기되었다.
- 10월 14일: 프로그램 재정비 및 특선영화 《제보자들》 특별 편성으로 인해 방송일이 연기되었다.
- 12월 24일: 《2016 KBS 연예대상》과 《아델 라이브 인 뉴욕》 편성으로 인해 결방되었다.
- 12월 31일: 《2016 KBS 연기대상》 편성으로 인해 결방되었다.

### 2017년
- 1월 28일: 설 특선영화 《특별수사 - 사형수의 편지》 편성으로 인해 방송일이 연기되었다.
- 9월 23일 ~ 2018년 1월 6일: 한국방송공사 노동조합의 총파업으로 인해 편성이 중단되었다.

### 2018년
- 2월 10일 ~ 2월 17일: 《평창 동계 올림픽》 중계방송으로 인해 편성이 중단되었다.
- 3월 24일: 대한민국 축구 국가대표팀 《대한민국 vs 북아일랜드》 평가전 중계방송으로 인해 결방되었다.
- 6월 16일 ~ 7월 14일: 2018 러시아 월드컵 중계방송으로 인해 편성이 중단되었다.
- 12월 28일: 《2018 KBS 가요대축제》 편성으로 인해 결방되었다.

### 2019년
- 2월 1일: 설 특선영화 《내부자들: 디 오리지널》 편성으로 인해 결방되었다.
- 7월 26일(453회): K리그 올스타와 유벤투스 FC간 친선 경기 중계방송이 경기 시작 지연으로 인해 예정보다 늦게 종료됨에 따라 밤 12시 15분에 방송되었다.
- 8월 2일: 특집 프로그램 방송으로 인해 방송일이 연기되었다.
- 10월 11일: 대한민국 vs 우즈베키스탄 올림픽 축구 국가대표 친선 경기 중계방송으로 인해 결방되었으며, 《KBS 드라마 스페셜》을 방송하는 것으로 대체되었다.
- 12월 27일: 《2019 KBS 가요대축제》 편성으로 인해 결방되었다.

### 2020년
- 2월 7일: 영화 《기생충》의 제73회 영국 아카데미 영화상 수상을 계기로 2006년작 영화 《괴물》 이 특별 편성됨에 따라 방송이 취소되었다.
- 12월 18일: 《2020 KBS 가요대축제》 편성으로 인해 결방되었다.

### 2021년
- 1월 1일: 신년 특선 영화 《그것만이 내 세상》 편성으로 인해 결방되었다.
- 8월 6일: 《2020 도쿄 올림픽》 중계방송으로 인해 결방되었다.
- 11월 26일: 《2021 청룡영화상》 중계방송으로 인해 밤 12시 10분에 방송됐다.
- 12월 17일: 《2021 KBS 가요대축제》 편성으로 인해 결방되었다.
- 12월 31일: 《2021 KBS 연기대상》 편성으로 인해 오후 5시에 스페셜 방송이 편성되었다.

### 2022년
- 2월 11일: 《베이징 동계 올림픽》 중계방송으로 인해 밤 11시 50분에 방송되었다.
- 2월 18일: 《베이징 동계 올림픽》 중계방송으로 인해 밤 10시 40분에 방송되었다.

## 참고 사항
- 이 프로그램은 2014년 4월 16일에 발생한 세월호 침몰 사고의 여파로 약 한 달간 방송이 중단되었는데 5월 9일에 홈페이지를 통하여 원래 229회에서 선보일 예정이었던 유희열의 자작곡 〈엄마의 바다〉(피처링 : 김윤아)를 공개했다. 이 곡에 대하여 '작은 위로의 마음을 담아 만든 〈엄마의 바다〉는 우울하고 고통스러워 잠을 이루지 못 할 때 마음이 평온해지는 엄마의 품을 그린 위로곡'이라고 소개했다.[2][3][4]
- 2022년 6월에 유희열이 작품 표절 논란으로 물의를 일으키자 유희열이 출연 종료를 선언했으며, 같은 해 7월 22일에 13년 만에 종영되었다.